# Raszyn (gmina)
Pour les articles homonymes, voir Raszyn.
Raszyn est une gmina rurale (gmina wiejska) de la powiat de Pruszków, dans la Voïvodie de Mazovie, dans le centre-est de la Pologne.
Son siège administratif (chef-lieu) est le village de Raszyn, qui se situe environ 9 km à l'est de Pruszków et 9 km au sud-ouest de Varsovie. Raszyn fait partie de la banlieue de Varsovie.
La gmina couvre une superficie de 43,89 km2 pour une population de 19 788 habitants en 2006.

## Histoire
De 1975 à 1998, la gmina est attachée administrativement à la voïvodie de Varsovie.
Depuis 1999, elle fait partie de la voïvodie de Mazovie.

## Géographie
La gmina inclut les villages et localités de:

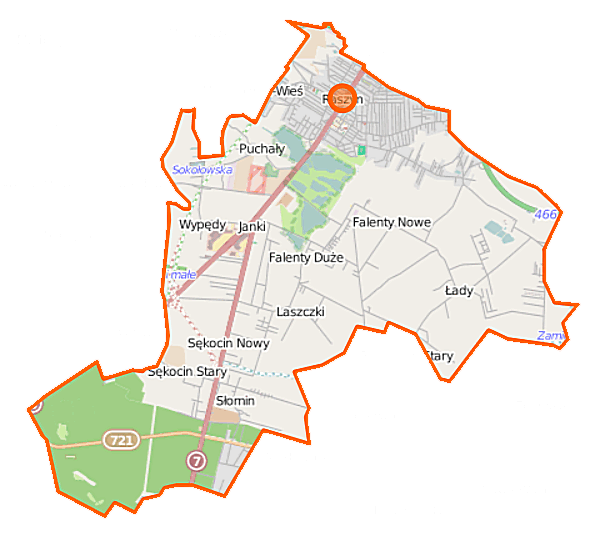
Plan de la gmina

- Dawidy
- Dawidy Bankowe
- Falenty
- Falenty Duże
- Falenty Nowe
- Janki
- Jaworowa
- Łady
- Laszczki
- Nowe Grocholice
- Podolszyn Nowy
- Puchały
- Raszyn
- Rybie
- Sękocin Las
- Sękocin Nowy
- Sękocin Stary
- Słomin
- Wypędy

### Gminy voisines
La gmina de Raszyn est voisine :
- de la ville de :
  - Varsovie
- et des gminy suivantes :
  - Lesznowola
  - Michałowice
  - Nadarzyn

## Structure du terrain
D'après les données de 2002, la superficie de la commune de Raszyn est de 43,89 km2, répartis comme tel :
- terres agricoles : 65 %
- forêts : 14 %

La commune représente 17,82 % de la superficie du powiat.

## Démographie
Données du 30 juin 2004 :
| Description        | Total  | Total | Femmes | Femmes | Hommes | Hommes |
| ------------------ | ------ | ----- | ------ | ------ | ------ | ------ |
| Unité              | Nombre | %     | Nombre | %      | Nombre | %      |
| Population         | 19 374 | 100   | 10 031 | 51,8   | 9 343  | 48,2   |
| Densité (hab./km²) | 441,4  | 441,4 | 228,5  | 228,5  | 212,9  | 212,9  |